# Miguel Ángel Morán Aquino
Miguel Ángel Morán Aquino (ur. 25 maja 1955 w Esquípulas) – salwadorski duchowny rzymskokatolicki, od 2016 biskup Santa Ana.

## Życiorys

### Prezbiterat
Święcenia kapłańskie przyjął 10 grudnia 1981. Pełnił funkcje proboszcza w kilku parafiach diecezji Santa Ana, a także profesora, prefekta i prorektora miejscowego seminarium.

### Episkopat
19 lipca 2000 papież Jan Paweł II mianował go biskupem diecezji San Miguel. Sakry biskupiej udzielił mu 2 września tegoż roku ówczesny nuncjusz apostolski w Salwadorze, abp Giacinto Berloco.
9 lutego 2016 został mianowany biskupem rodzinnej diecezji Santa Ana.